# Number One Beautiful
Number One Beautiful è il primo album degli On Broken Wings, pubblicato nel 2001.

## Tracce
1. I Do My Crosswords in Pen – 3:16
2. Deep Six – 2:48
3. Tether – 4:10
4. I Hope You Don't Get Raped in Cancun – 4:15
5. My Life, Your Movie – 4:13
6. Lovesick – 6:13

### Attuale
- Jonathan Blake - voce
- Mike McMillen - chitarra
- Burke Medeiros - chitarra
- Jerome McBride - basso
- Kevin Garvin - batteria